# Antti Lindtman
Antti Ilmari Lindtman, född 11 augusti 1982 i Vanda, är en finländsk socialdemokratisk politiker. Han är ledamot av Finlands riksdag sedan 2011 och partiledare sedan 2023.
Lindtman har facklig bakgrund och har arbetat för Finlands Fackförbunds Centralorganisation (FFC) som ungdomssekreterare. Under gymnasietiden arbetade Lindtman som betongbilschaufför. Han omvaldes i riksdagsvalet 2023 med 17 866 röster från Nylands valkrets. Från sin roll som partiets gruppledare i riksdagen valdes han 1 september 2023 till ny partiledare efter den avgående Sanna Marin. I medlemsomröstningen fick han 60 procent av rösterna mot andrakandidaten Krista Kiuru.

## Utmärkelser
- Riddartecknet av I klass av Finlands Vita Ros’ orden,  6 december 2019[4]

[Redigera Wikidata]